# 绒毛长穗柳
绒毛长穗柳（学名：Salix radinostachya var. pseudophanera）为杨柳科柳属下的一个变种。

## 扩展阅读
- 維基物種上的相關：绒毛长穗柳